# آرنولد جانسون
آرنولد جانسون (انگلیسی: Arnold Johnson؛ ‏ ۱۵ نوامبر ۱۹۲۱ – ۱۰ آوریل ۲۰۰۰) بازیگر اهل ایالات متحده آمریکا بود. وی بین سال‌های ۱۹۶۹ تا ۱۹۹۶ میلادی فعالیت می‌کرد.
از فیلم‌هایی که وی در آن‌ها نقش داشته‌است، می‌توان به پاتنی سووپ، تهدیدی برای جامعه، شامگاه، هفتمین نشانه، مسابقه با ماه، راکی و شفت اشاره نمود.